# Palayan
Palayan est une ville de 5e classe, capitale de la province de Nueva Ecija aux Philippines. Selon le recensement de 2010 elle est peuplée de 37 219 habitants.

## Barangays
Palayan est divisée en 20 barangays.
- Aulo
- Bo. Militar
- Ganaderia
- Maligaya
- Manacnac
- Mapaet
- Marcos Village
- Malate
- Sapang Buho
- Singalat
- Atate
- Caballero
- Caimito
- Doña Josefa
- Imelda Valley
- Langka
- Santolan
- Popolon
- Bagong Buhay

## Démographie

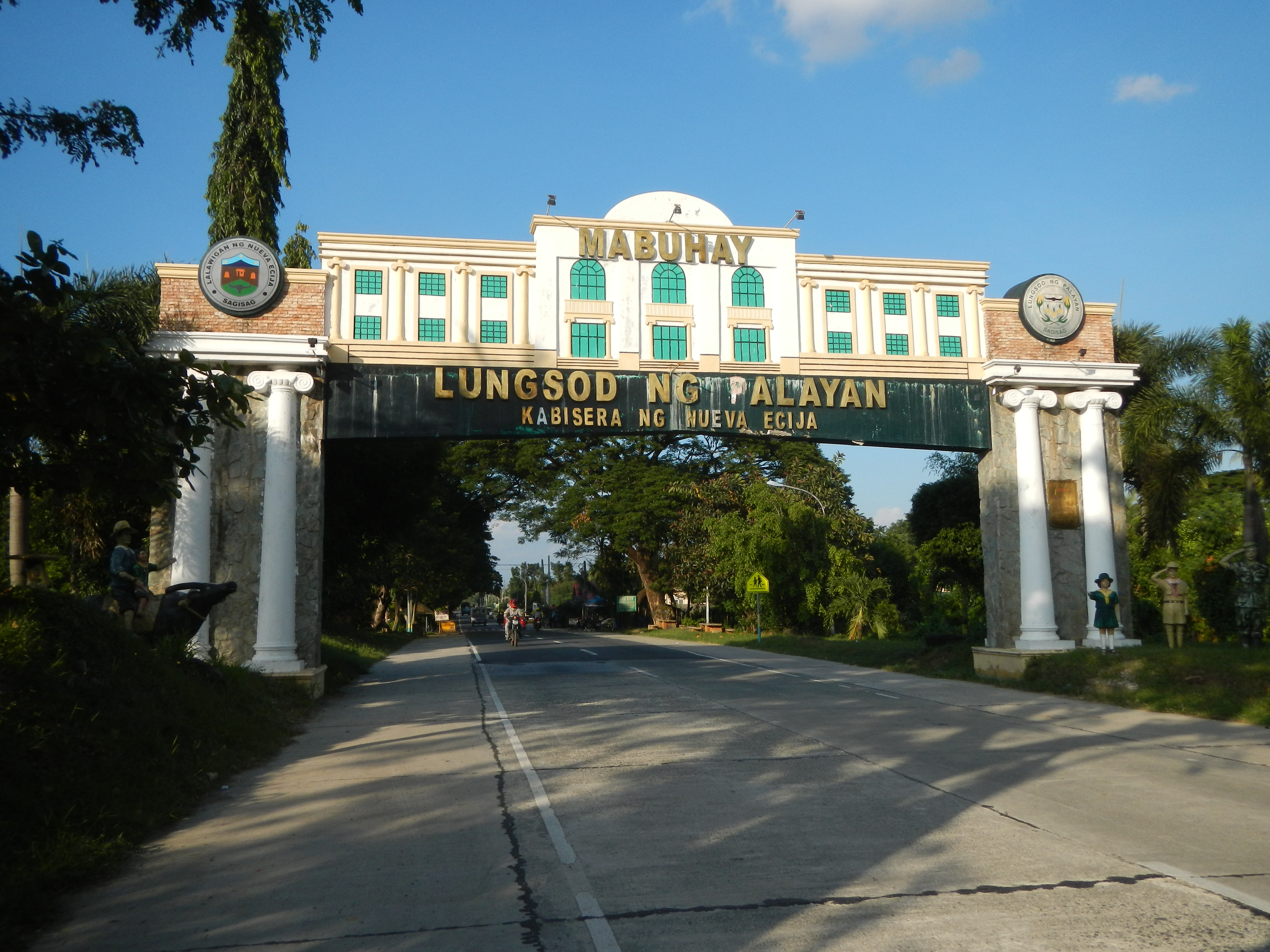
Panneau de bienvenue du centre-ville

| Année | Habitants | Évolution |
| ----- | --------- | --------- |
| 1995  | 26 851    | -         |
| 2000  | 31 253    | 16,39 %   |
| 2007  | 33 506    | 7,21 %    |
| 2010  | 37 219    | 11,08 %   |